# Pomorișia
Pomorișia (din sârbă Поморишје, cu alfabetul latin: Pomorišje) este termenul folosit pentru a face referire la zona de pe malurile râului Mureș (în sârbă Мориш, cu alfabetul latin: Moriš) populată de sârbi. În prezent, regiunea este în mare parte divizată între România și Ungaria, cu o mică parte în Republica Serbia.